# Intel i960
Az Intel i960 (vagy 80960) egy RISC-alapú mikroprocesszor kialakítás, amely igen népszerű volt az 1990-es évek elején a beágyazott rendszerek és mikrovezérlők felhasználási körében. A népszerűsége versengett az AMD 29000-es családéval és végül ez lett a legtöbb eladást produkáló processzortípus az adott területen. Sikere ellenére az Intel az 1990-es évek végétől kezdve nem reklámozta tovább az i960 típust; ez a DEC vállalattal kötött megállapodásának egy mellékhatása volt, amelynek során az Intel megszerezte a  StrongARM CPU gyártásának jogát. Az i960 processzorokat jelenleg is felhasználják néhány katonai célú berendezésben.

## Eredet

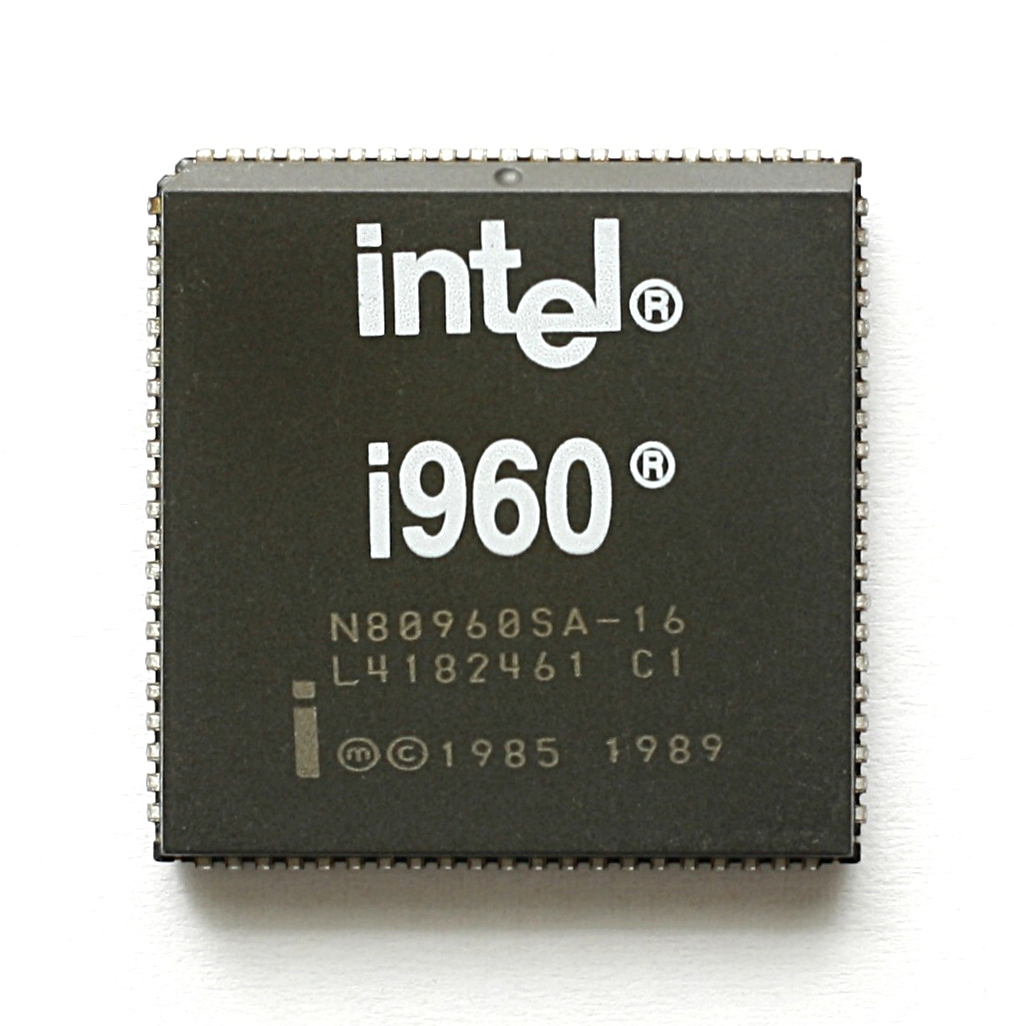
Intel N80960SA (PLCC foglalattal)

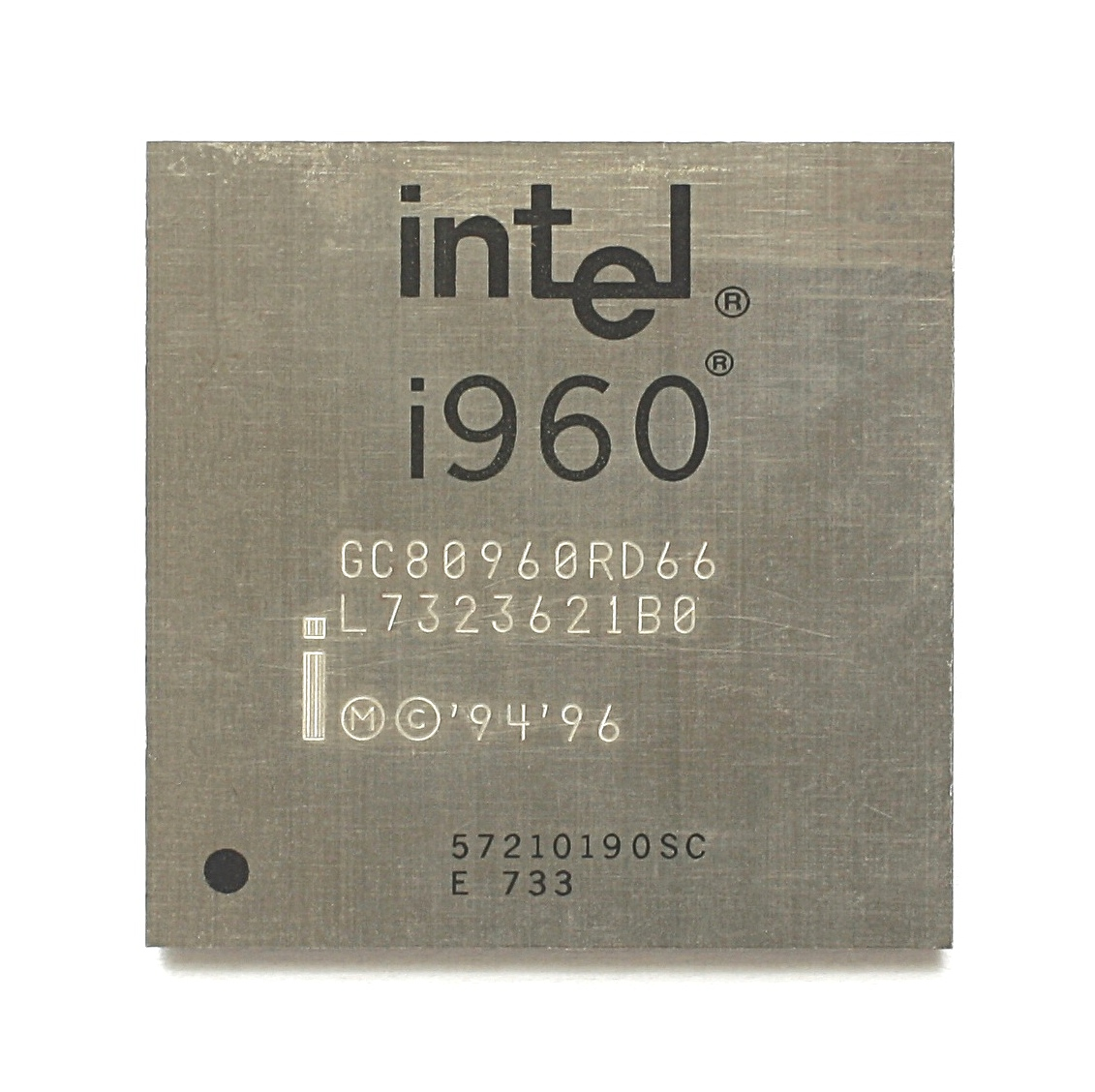
Intel GC80960RD66 (BGA foglalattal)

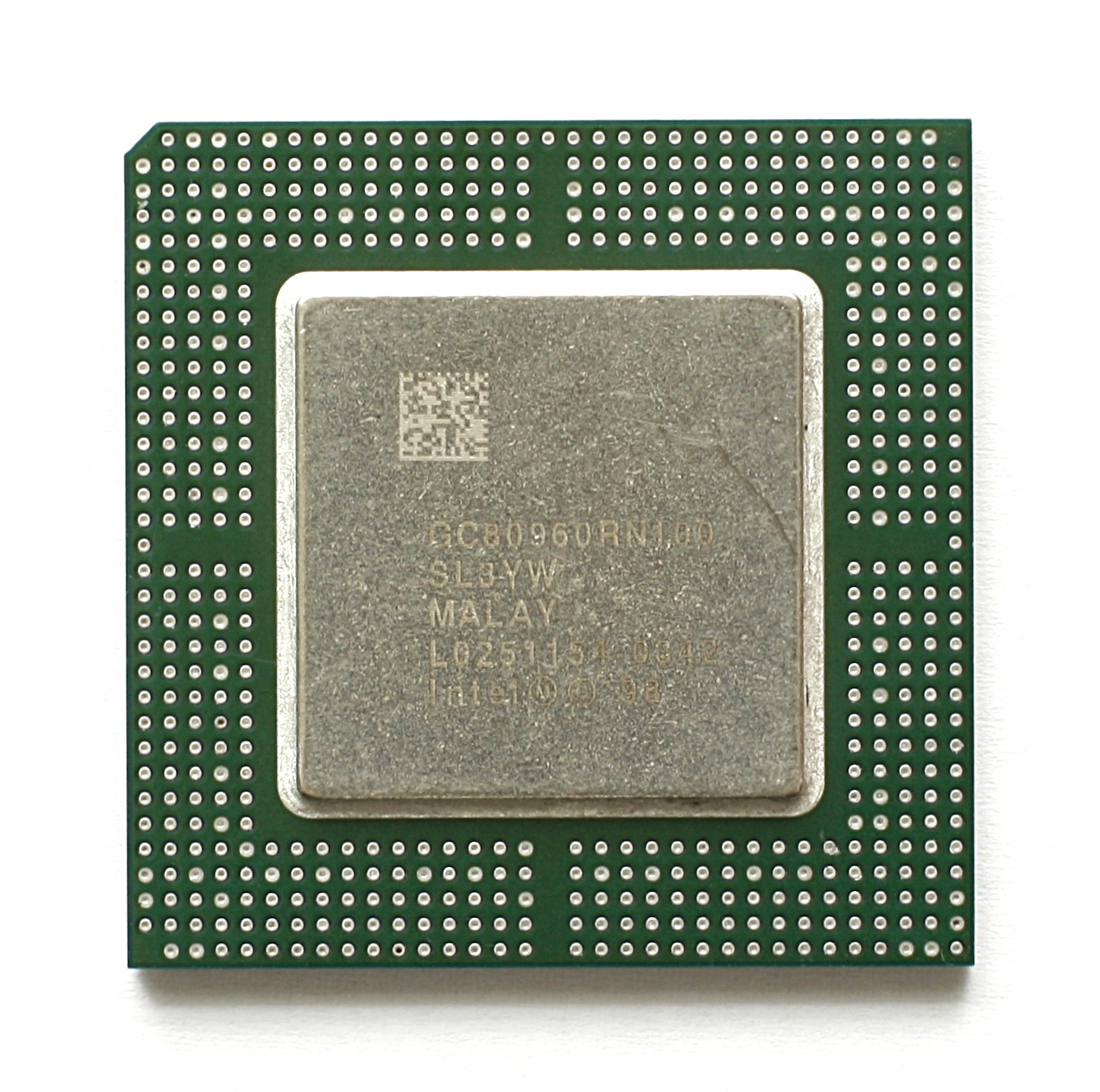
Intel GC80960RN, sSpec: SL3YW, BGA foglalat

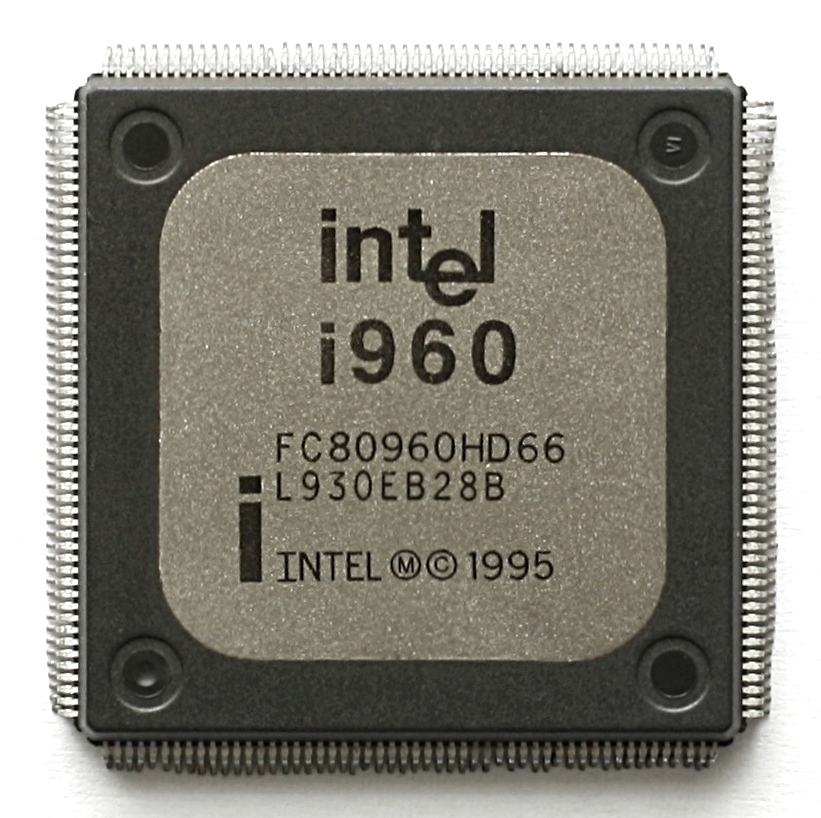
Intel FC80960HD66 (PQFP foglalattal)

Az i960 tervezése az 1980-as évek elején kezdődött, válaszul az iAPX 432 processzor kudarcára. Az iAPX 432 hardveresen támogatta az olyan magas szintű programozási nyelveket, mint pl. az Ada vagy Lisp, amelyek címkézett, védett, szemétgyűjtővel felügyelt memóriakezelést használnak. Az utasításkészlet bonyolultsága, a többcsipes megvalósítás és tervezési hibák miatt az iAPX 432 nagyon lassú lett, a korabeli többi processzorhoz képest.
1984-ben az Intel és a Siemens elkezdte a végül BiiN névre keresztelt közös projektet, aminek célja egy felsőkategóriás hibatűrő objektumorientált számítógéprendszer kifejlesztése, amelynek szoftvere teljes mértékben Ada nyelven készülne. A fejlesztést a korábban az IBM-nél dolgozó Glenford Myers vezette, csapatában sokan az eredeti i432-es fejlesztésében is részt vettek. A BiiN projekt a nagy megbízhatóságú számítógépek felhasználóit célozta meg, mint a bankok, ipari rendszerek és nukleáris erőművek.
Az Intel az új i960 processzor terveivel járult hozzá a BiiN projekthez. A terveket erősen befolyásolták az i432 memóriavédelmi elvei, az i432 bukását okozó hibákat azonban javították ill. elkerülték, és sok teljesítménynövelő megoldást alkalmaztak benne. 1985 októberére a processzor fejlesztése végső fázisába jutott és a maszkokat még abban a hónapban elküldték a gyártónak, az első processzorok 1985 végén – 1986 elején készültek el.
A BiiN erőfeszítés piaci okok miatt megbukott, a 960MX processzor nem került felhasználásra. Myers megpróbálta menteni a tervezetet, a BiiN számára kifejlesztett teljes funkcionalitást több alkalmazási területre bontva; igyekezett meggyőzni az Intel vezetését, hogy folytassák az i960 – akkor még "P7" jelű – processzor bevezetését általános célú processzorként, az Intel 80286 és az i386 processzorok helyett, amelyeknek a maszkjai ugyanakkor készültek el. Az érveket a RISC processzorok térhódításával is igyekezett megtámogatni. Az i960-nak nemcsak az Intelen kívül, hanem a cégen belül is volt konkurense, pl. az i860 processzor, az Intel egy másik RISC típusú processzora. Myers nem tudta meggyőzni a vezetést az i960 általános célú processzorként történő felhasználásáról, de a termék mégis megtalálta az alkalmazási területét a korai nagyteljesítményű beágyazott rendszerek körében.

## Felépítés
Az i432-es processzort terhelő teljesítményproblémák elkerülése érdekében az i960-at egy RISC típusú processzornak tervezték, amelyet teljes kiépítésében csak az i960MX processzorban valósítottak meg. A memória-alrendszere 33 bites: 32 bites szó és egy bit a védettség jelölésére (címke-bit, tag). Egyéb jellemzőiben az i960 az eredeti Berkeley RISC felépítést követi, tehát ebben is regiszterablakokat használnak (ami tkp. szubrutinhívások gyorsítására szolgáló, kiépítéstől függő számú regiszter-gyorsítótár). A Stanford Egyetem MIPS architektúrájában nem használják ezt a módszert, ehelyett a fordítóprogramra van bízva a szubrutinhívó és -visszatérő kód optimalizálása.
Az i960, a 32 bites kialakítások többségével megegyezően, lineárisan címezhető memóriamodellt használ (és eltér az i386-tól, amelyben szegmentált memóriacímzést alkalmaznak), és már szuperskalár utasítás-végrehajtással rendelkezik, tehát egy órajelciklus alatt több utasítást képes végrehajtani.

## Változatok
Az Intel végül Myers ötlete alapján, külön lebontott funkcionalitású processzorokat állított elő, különböző alkalmazási területek speciális igényei szerint. Így jelentek meg a 80960 processzor Sx, Kx, Jx, VH, Cx, Hx jelű sorozatai, amelyek órajelben, tranzisztorszámban, tokozásban, kiépítésben és főleg teljesítményben különböztek egymástól. Az összes változat egymással szoftverkompatibilis.
A teljes kiépítésű i960MX processzor nem került a polgári piacra, azt csak katonai felhasználóknak készítették. Az ezzel szinte teljesen megegyező i960MC a nagyteljesítményű beágyazott alkalmazásokban volt használatos. Az i960MC az eredeti BiiN rendszer minden sajátosságát tartalmazta, de néhány elemet egyszerűen nem dokumentáltak, így a csip nagy mérete és a sok, a leírás szerint "nem bekapcsolt" láb utalt erre.

### 80960Sx, 80960Kx
Az Sx és Kx alacsony órajelű és alacsony árú processzorsorozat. Az S sorozat rendszerbusza 16 bites, a K sorozaté 32 bites; az adatbusz mindkettőben multiplexelt; a 4 GiB címtartományt csak a K sorozat képes elérni. Ezekben a sorozatokban nincs adat-cache, csak 512 byte utasítás-cache van bennük. Az S és K sorozatban nincs integrált MMU; az FPU nélküli kiépítés az i960KA, az FPU-t tartalmazó kiépítés az i960SB és i960KB jelű sorozat. Érdekesség, hogy ezekben csak a jelölés különbözött, a bennük lévő csip nem, így a CPU felülete nagyobb volt a feltétlenül szükségesnél, így drágább is. Az S sorozat órajele 10, 16, 20 MHz lehet, a K sorozaté 16, 20, 25 MHz.
Az i960KA 32 bites olcsó processzorként sikeres lett a lézernyomtatók piacán, valamint a korai grafikus terminálok és beágyazott alkalmazások terén.

### 80960Jx
A 80960Jx processzort beágyazott alkalmazásokhoz szánták, ez a "kisfogyasztású" (low power) sorozat. A sorozat rendszerbusza 32 bites, multiplexelt, azaz a címek és adatok ugyanazokon a vonalakon közlekednek. A processzorokban van utasítás-cache, ennek mérete 2, 4 vagy 16 KiB lehet, és adat-cache, aminek mérete 1, 2 vagy 4 KiB lehet. Tartalmaznak még 1 KiB csipre integrált RAM-ot, megszakításvezérlőt és két független 32 bites időzítőt. Érdekesség a beépített órajel-háromszorozó technológia. A processzorok külső órajele 16 és 33 MHz között lehet, a belső órajel elérheti a max. 100 MHz-et is. A JT-100 processzor sebessége 100 MIPS.
A 80960Jx sorozat tesztelhető ONCE (on-circuit emulation) üzemmódban és megfelel a JTAG szabványnak is.
A J sorozat 2002 3. negyedévében jelent meg.

### 80960VH
A VH egy 1998 októberében bejelentett beágyazott processzor, amely beépített PCI buszvezérlővel is rendelkezik. Felépítésben hasonlít az előző Jx sorozatra, tehát multiplexelt 32 bites rendszerbusz, 16 KiB (kétutas csoport-asszociatív) utasítás-cache, 4 KiB direkt leképzésű adat-cache, 1 KiB belső RAM és 2 időzítő szerepel ebben is; a processzor nem más mint egy 100 MHz-es i960JT típusú mag. A rendszerbusz szélessége programozható: 8-, 16- és 32 bites lehet.
A mag órajele változtatható 33, 66 és 100 MHz frekvenciák között, processzoron belül, max. 3-szoros órajelszorzó található benne. Beépített memóriavezérlője támogatja a DRAM, SRAM, ROM és flash memóriákat. A beépített PCI vezérlő 32 bites, 33 MHz-es, PCI v2.1-nek megfelelő. 2 csatornás DMA vezérlővel rendelkezik a PCI busz és helyi memóriabusz között. További hardverelemek: programozható megszakításvezérlő, I²C interfész.

### 80960Cx

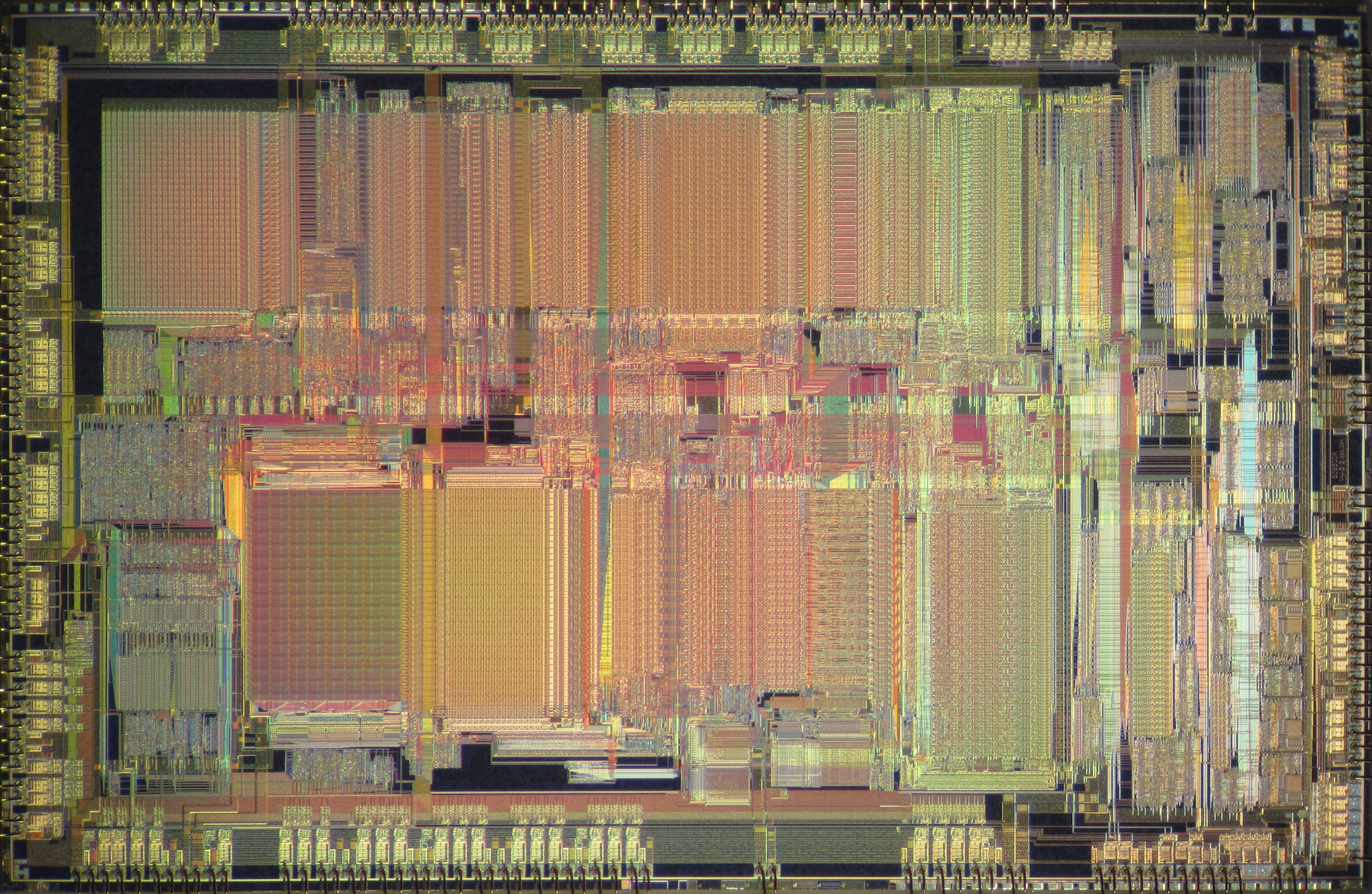
A80960CA-33 processzor lapka

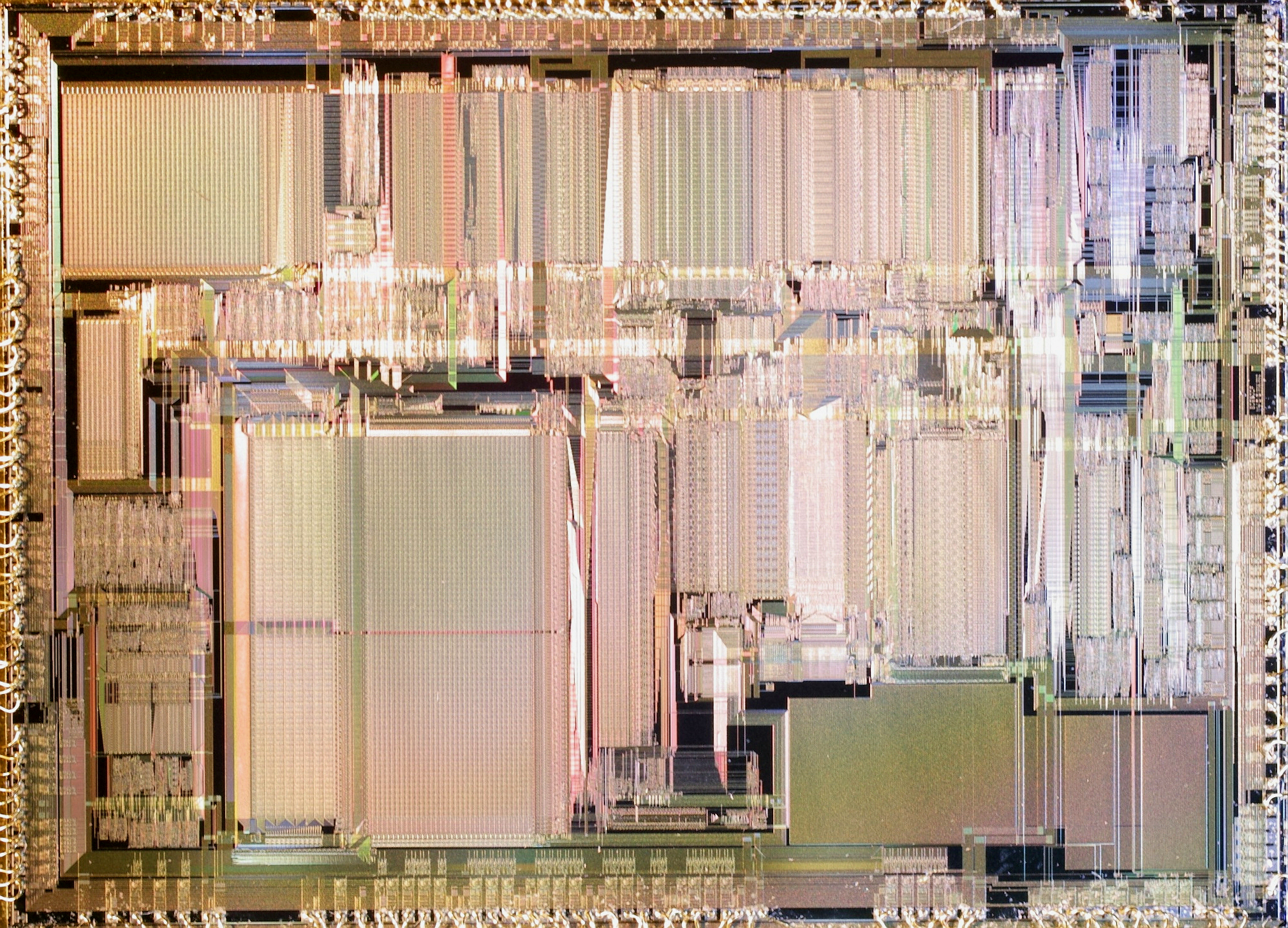
Intel A80960CF-25 lapka mikrofotó

Az 1989 júliusában először bejelentett i960CA jelű csip volt az i960 architektúra első tisztán RISC típusú megvalósítása. A szuperskalár RISC magot újratervezték, egy szokatlan címzésű csipre integrált gyorsítótárat kapott, de továbbra is hiányzott belőle a FPU és MMU, mivel evvel is a (nagyteljesítményű) beágyazott alkalmazások területét célozták. Az i960CA széles körben úgy ismert, mint az első szuperskalár RISC megvalósítás. A C sorozatban csak egy ALU volt, de képes szétválasztani és végrehajtani egy aritmetikai műveletet, egy memória-hozzáférést és egy elágazás-utasítást ugyanabban az időben, és bizonyos körülmények között képes fenntartani az egy órajelciklus alatt két utasítás végrehajtását.
Az első verziók 33 MHz órajelen futottak, az Intel úgy reklámozta ezeket, hogy elérhetik a 66 MIPS sebességet.
A C sorozat órajele 16, 25, 33 vagy 40 MHz lehet. További jellemzői: 32 bites demultiplexelt adatbusz, 1 vagy 4 KiB utasítás-cache, adat-cache csak a CF jelű chipben van, 1 KiB csipre integrált RAM, a C sorozatban nincsenek időzítők, 4 DMA csatorna.
Az i960CA mikroarchitektúrát 1987–1988-ban tervezték és hivatalosan 1989 szeptember 12-én jelentették be. Később az i960CF jelű csipben megjelent a lebegőpontos egység, de MMU ebben sem volt.

### 80960Hx
A H sorozat szintén a szuperskalár processzorvonalhoz tartozik, a C sorozathoz hasonlít, azzal a különbséggel, hogy ebben a sorozatban az utasítás-cache méretét 16 KiB-re, az adat-cache méretét 8 KiB-re növelték. Ezek a processzorok is 16, 25, 33 és 40 MHz-es külső órajelet kaphatnak, de ezt megnövelheti a belső órajelsokszorozó: a processzor 1x (HA), 2x (HD) vagy 3x-os (HT) belső órajelen futhat, így 3-szor gyorsabb lehet, mint a C sorozatbeli megfelelője. A processzorokban védett memóriaegység, paritásgenerálás és ellenőrzés van.

## A fejlesztés vége
Az Intel megpróbálta szélesebb körben alkalmazni az i960-at, az I/O eszközvezérlő piacra kívánta azt bevezetni, ezt próbálta támogatni az I2O szabvánnyal is, de kevés sikerrel. Az 1990-es évek közepére a konkurens termékek már jobb teljesítményt nyújtottak alacsonyabb áron, és az Intel ebből a típusból nem készített kisfogyasztású, elemről működtethető terméket.
1990-ben az i960 fejlesztőcsapat új feladatot kapott: a P6-os processzor tervezését, amiből a Pentium Pro származott. Az i960 fejlesztést egy másik, kisebb csapat kapta meg, ami végeredményben a fejlesztés leállítását jelentette.

## Felhasználás
Az Intel 960 processzor igen jó logikai függvények (pl. XOR) számításában, ezért gyakran alkalmazzák nagyteljesítményű RAID SCSI diszk-tömb vezérlőkben. Alkalmazzák még a Digital Equipment / Compaq / HP nagyteljesítményű SCSI és DSSI vezérlőkben, és Fibre Channel HSx sorozatú önálló RAID vezérlőkben.
i960RS, egy speciálisan I/O feladatokhoz kialakított csip hajtja az Adaptec AAR-2400A jelű vezérlőjét is, amivel négy bolti PATA meghajtóból elfogadható árú RAID-5 védett hibatűrő tárolót lehet kialakítani kisebb PC szerverekhez és munkaállomásokhoz.
Intel 960 processzort használtak néhány Brocade Fibre Channel switch-ben, Fabric OS rendszerhez.
A processzorokat pénzbedobós játékautomatákban is használták. Jelenleg ilyen processzorok találhatók az IGT Stepper S2000 sorozatában. A Sega is felhasználta híres Model 2 játéktermi videojátékgép-sorozatában.
Az Indiai Légierő HAL Tejas harci repülőgépében a digitális repülésvezérlő rendszer redundáns kialakítású számítógépe (DFCC, Digital Flight Control Computer) és (HUD és normál képernyős) megjelenítő rendszere Intel 80960MC alapú.
Intel 960 processzor vezérli a Kelvin Hughes cég Automatic Radar Plotting Aid (ARPA) radarvezérlő paneljeit.
Az 1990-es években felhasználásra került HP X-Terminal-jaiban is (700/RX, Enviex, Entria típusokban), mivel az i960-ok olcsóbbak voltak, mint a HP saját PA-RISC processzorai.
Néhány SATA RAID vezérlő az Intel 80303 IOP (Intelligent I/O Processor) csipjére épül, ami integrált PCI-PCI hidat, memóriavezérlőt és 80960JT-100 CPU magot tartalmaz.

## Fordítás
- Ez a szócikk részben vagy egészben  az   Intel i960 című angol Wikipédia-szócikk ezen változatának fordításán alapul.  Az eredeti cikk szerkesztőit annak laptörténete sorolja fel. Ez a jelzés csupán a megfogalmazás eredetét és a szerzői jogokat jelzi, nem szolgál a cikkben szereplő információk forrásmegjelöléseként.